# 陶努斯山

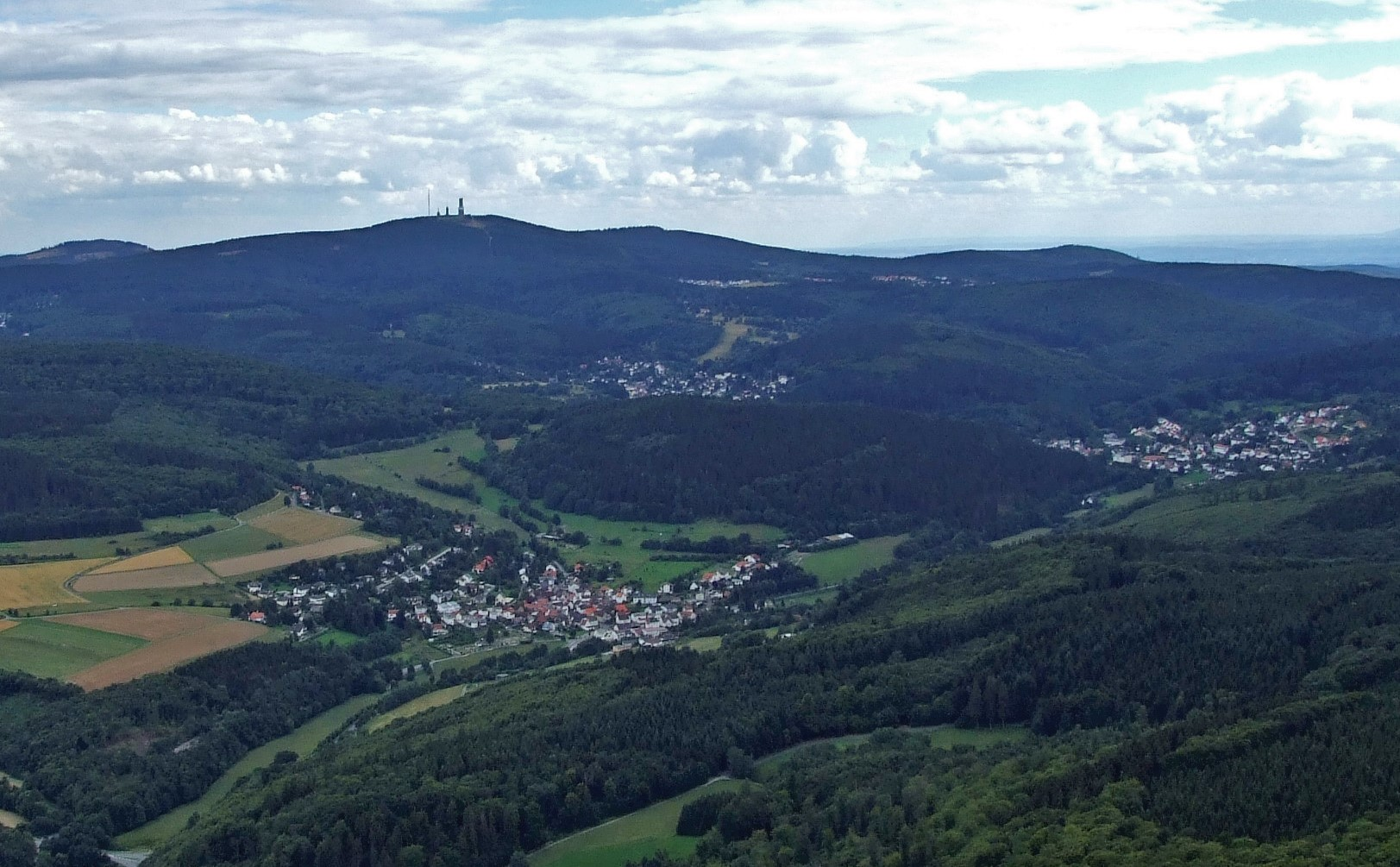

陶努斯山（德語：Taunus，發音：[ˈtaʊnʊs] ⓘ）是德國的山脈，位於黑森州，長75公里、寬35公里，面積2,700平方公里，最高點海拔高度878米，由千枚岩和雜砂岩組成的山體在泥盆紀形成。